# از اون مدل عشق‌ها
از اون مدل عشق‌ها (انگلیسی: Some Type of Love) سومین آلبوم چندآهنگه از خواننده آمریکایی چارلی پوث هست. آلبوم در ۱ مهٔ ۲۰۱۵ بوسیله آتلانتیک رکوردز منتشر شد.